# Santo Domingo (San Luis Potosí)
Santo Domingo (San Luis Potosí) é um município do estado de San Luis Potosí, no México.